# Valea Șesii (Nagylupsa község)
Valea Șesii falu Romániában, Erdélyben, Fehér megyében.

## Fekvése
Nagylupsa közelében fekvő település.

## Története
Valea Şesii korábban Nagylupsa része volt. 1956 körül vált külön, ekkor 78 lakosa volt.
1966-ban 110, 1977-ben 104, 1992-ben 81, 2002-ben 63 román lakosa volt.